# Вивиан, Хасси
Ричард Хасси Вивиан, 1-й барон Вивиан (англ. Richard Hussey Vivian, 1st Baron Vivian; 28 июля 1775, Труро, Юго-Западная Англия — 20 августа 1842, Баден-Баден) — британский кавалерист, генерал-лейтенант.

## Биография
Ричард Хасси Вивиан был сыном Джона Вивиана (1750—1826) из Труро, Корнуолл, и его жены Бетси, дочери преподобного Ричарда Крэнча. Он учился сначала в средней школе Труро, а затем в Оксфорде. В 1793 году Вивиан записался на военную службу, и уже менее чем через год стал капитаном 28-го пехотного полка. Под началом графа Мойры он участвовал в кампании 1794 года во Фландрии. В конце этой экспедиции 28-й полк, где служил Вивиан, сыграл выдающуюся роль в действиях войск лорда Кэткарта при Гелдермалсене. В 1798 году Вивиан был переведен в 7-й легкий драгунский полк (позже гусарский), в составе войск сэра Ральфа Аберкромби, с которым участвовал в битвах при Бергене и Алкмаре во время русско-английской Голландской экспедиции 1799 года.
В 1804 году Вивиан стал подполковником 7-го полка лёгких драгун. В 1808 году он, во главе полка, отплыл в Испанию, где поступил под непосредственное командование генерал-лейтенанта сэра Дэвида Бэйрда в Ла-Корунье и принял участие в Пиренейской войне. На Пиренейском полуострове Виван со своим полком участвовал в кавалерийских боях под командованием графа Аксбриджа при Саагуне и при Бенавенте. Во время отступления армии генерал-лейтенанта сэра Джона Мура, 7-й полк постоянно находился в арьергарде, прикрывая отступление главных сил. Вивиан участвовал в битве при Ла-Корунье, неудачной для англичан, после которой с остатками армии возвратился в Англию.
Только в сентябре 1813 года 7-й полк вернулся на полуостров. 24 ноября Вивиан (уже полковник и адъютант принца-регента) был назначен командовать легкой кавалерийской бригадой (13-й и 14-й легкие драгунские полки), которая входила в состав частей генерала Роланда Хилла в армии герцога Веллингтона. Во главе бригады Вивиан сражался в битве при Ниве (9-13 декабря).
В январе 1814 года Вивиан был назначен командовать легкой кавалерийской бригадой в корпусе Уильяма Карра Бересфорда. Эта бригада насчитывала до тысячи сабель и включала в себя 18-й гусарский полк и 1-й гусарский полк Королевского германского легиона. Вивиан принимал заметное участие в стычке при Гав-де-По и в битве при Ортезе. 8 апреля Вивиан участвовал в бою при Круа д’Ораде на реке Эрс, где был тяжело ранен. В этом столкновении 18-й гусарский полк успел захватить стратегически важный мост, что очень помогло Веллингтону в боях против французских защитников Тулузы. В начале 1815 года Хасси Вивиан был произведён в генерал-майоры и возведён в рыцари-командоры ордена Бани.
Оправившись от ранения, в апреле 1815 года сэр Хасси Вивиан был назначен командовать 6-й кавалерийской бригадой в кавалерии графа Аксбриджа. В бригаду Вивиана входили 10-й и 18-й гусарские полки, а также 1-й и 2-й гусарские полки Королевского германского легиона. В битве при Ватерлоо 6-я бригада была размещена на левом фланге армии герцога Веллингтона. Ближе к вечеру, бригадам Вивиана и Ванделера было приказано атаковать, поддерживая центр британской армии, где наступала императорская гвардия Наполеона. После того, как совместными усилиями британцев атака французской гвардии была отбита, гусары Вивиана атаковали между Угумоном и Ла-Э-Сентом, заставив отступить перед собой французскую линейную пехоту и часть так называемой Средней гвардии. Затем они попытались атаковать каре Старой гвардии, однако эта атака была отбита.
За свои действия в битве при Ватерлоо, Вивиан получил официальную благодарность обеих палат парламента, стал рыцарем-командором королевского Гвельфского ордена, а также был награждён орденами союзников: австрийским орденом Марии-Терезии и российским орденом Святого Владимира.
После прекращения военных действий, Вивиан остался во Франции в составе так называемой Оккупационной армии, где командовал 2-й кавалерийской бригадой. В 1816 году он столкнулся с порицанием со стороны своего начальника, генерал-лейтенанта Степлтона Коттона, за то, что не сообщил о беспорядках во французском театре, вызванных офицерами 18-го гусарского полка.
По возвращении на родину, Вивиан был избран членом палаты общин сначала от Труро, где находилось его родовое имение, а затем от Виндзора. В 1831 году он стал командующим в Ирландии и членом ирландского Тайного совета, в том же году он стал кавалером Большого креста Королевского Гвельфского ордена.
Кроме того, с 1825 по 1830 год Вивиан был генерал-инспектором кавалерии, а в 1830 году получил придворную должность, занимая которую, служил при дворе короля Вильгельму IV всё время его правления (до 1837 года), после чего был произведен в рыцари Большого креста ордена Бани. В 1835 году он стал мастер-генералом (генерал-магистром) артиллерии, и в том же году был приведен к присяге в Тайном совете Соединенного Королевства. В 1837 году он был избран депутатом парламента от Восточного Корнуолла, и заседал там до 1841 года. Таким образом, пожилой военачальник был одновременно придворным, парламентарием, представителем исполнительной власти, и последовательно занимал ряд почётных тыловых военных должностей.
В 1827 году Вивиан стал баронетом Труро в графстве Корнуолл, а в 1841 году был возведен в пэры, как барон Вивиан, Глинн и Труро в графстве Корнуолл. В том же 1841 году он был избран членом Лондонского Королевского общества.
В 1842 году военачальник скончался на водах в немецком Баден-Бадене, его титул унаследовал старший сын.

## Семья
В первый раз Хасси Вивиан женился в 1804 году на Элизе Чампион, дочери политика Филиппа Чампиона де Креспиньи.
В этом браке родились дети:
- Чарльз Креспиньи Вивиан, 2-й барон Вивиан (1808—1886)
- Шарлотта Элиза Вивиан (1815—1877), вышла замуж за генерала Чарльза Джорджа Джеймса Арбутнота.
- Джон Крэнч Уокер Вивиан (1818—1879), либеральный политик.
- Джейн Фрэнсис Энн Вивиан (1824—1860), вышла замуж за Генри Джона Уэнтуорта Ходжеттса-Фоули
- Джорджина Агнес Августа Вивиан (1828—1835)

Второй раз генерал женился на Летиции Уэбстер, дочери преподобного Джеймса Агню Уэбстера.
В этом браке родился, по крайней мере, один ребёнок:
- Лалаж Летиция Каролина Вивиан (1835—1875), вышла замуж за Генри Хайда Ньюджента Бэнкса.

Внебрачный сын генерала, сэр Роберт Джон Хасси Вивиан (1802—1887), был воспитан как один из членов семьи. Он сделал выдающуюся военную карьеру в Британской Индии и дослужился до полного генерала.